# Salmó rosat del Pacífic

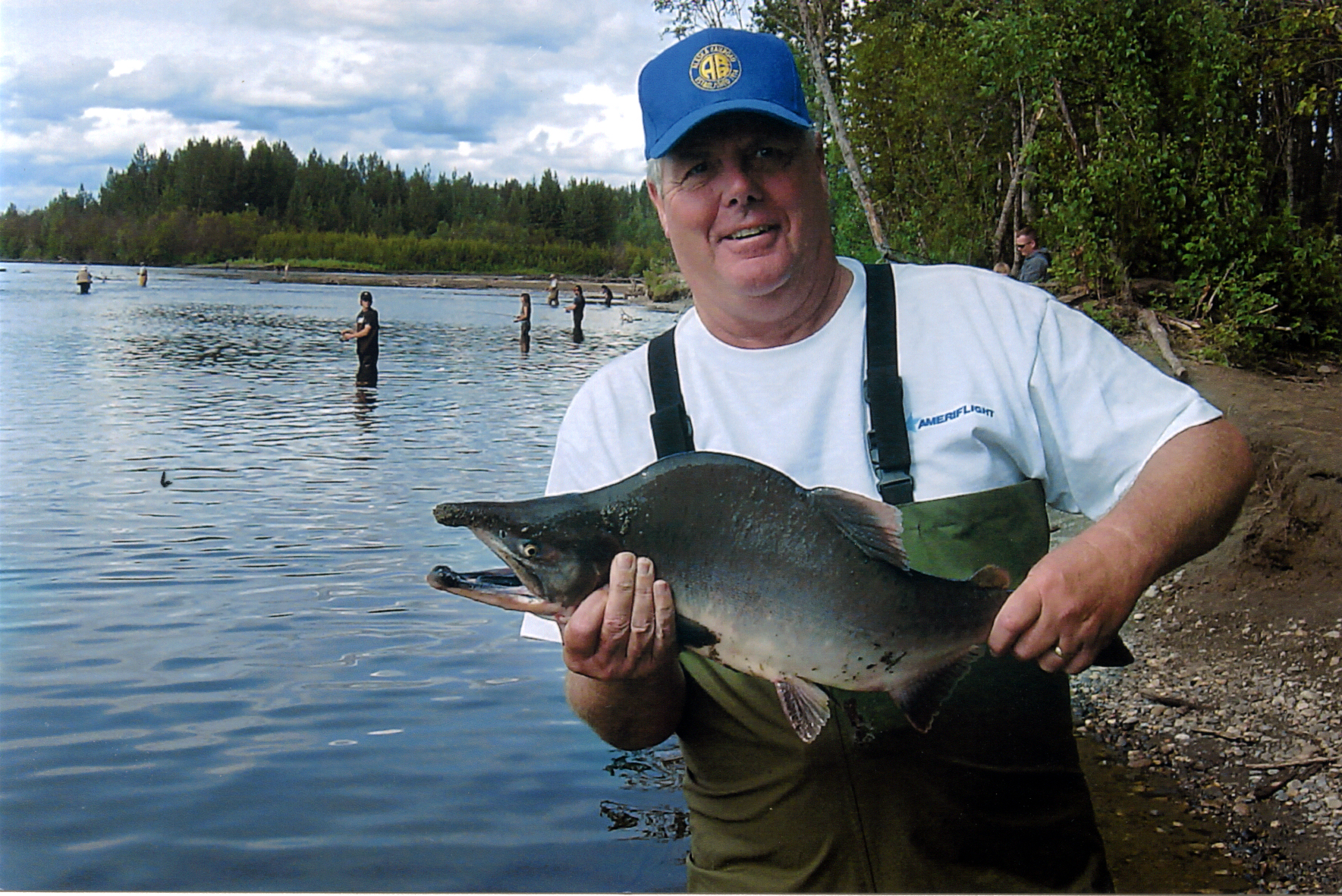
Un pescador amb un salmó rosat

El salmó rosat del Pacífic (Oncorhynchus gorbuscha) és una espècie de peix de la família dels salmònids i de l'ordre dels salmoniformes.

## Morfologia
- Els mascles poden assolir 76 cm de longitud total i 6.800 g de pes.[2]
- Nombre de vèrtebres: 63-72.[3]

## Alimentació
Els alevins mengen crisàlides i larves d'insectes quan es troben a l'aigua dolça, mentre que si es troben al mar es nodreixen de copèpodes i larves de tunicats. Més tard, i a mesura que van creixent, menjaran amfípodes, eufausiacis i peixos. També es nodreixen d'ostracodes, larves de decàpodes, cirrípedes, tunicats i dípters.

## Depredadors
És depredat per Oncorhynchus mykiss, Alepisaurus ferox, Anotopterus nikparini, Cottus aleuticus, Cottus asper, Megalocottus platycephalus, Osmerus mordax dentex, Platichthys stellatus, Oncorhynchus clarki, Oncorhynchus kisutch, Salvelinus leucomaenis leucomaenis, Salvelinus malma malma, Lamna ditropis i Balaenoptera acutorostrata.

## Hàbitat
Viu en zones d'aigües dolces, salobres i marines (79°N-29°N, 5°E-114°W) fins a una fondària de 250 m.

## Distribució geogràfica
Es troba a Alaska, les Illes Aleutianes, les conques compreses entre els Territoris del Nord-oest canadencs i el sud de Califòrnia (Estats Units), el Mar de Bering, el Mar d'Okhotsk, l'est de Corea i Hokkaido (Japó). Ha estat introduït a l'Iran.

## Longevitat
Arriba a viure 3 anys.

## Interès gastronòmic
Es comercialitza enllaunat, fresc, fumat i congelat. Es consumeix al vapor, fregit, rostit, bullit, al microones i al forn. També és apreciat pel seu caviar, sobretot al Japó.